# Baidoa
Baidoa este un oraș din Somalia.